# Starheimtind
Der Starheimtind (norwegisch, von tind „Berg, Gipfel, Zinne“) ist ein 1278 m hoher Nunatak im ostantarktischen Königin-Maud-Land. Er ragt am südöstlichen Ende der Lingetoppane im Fimbulheimen auf.
Wissenschaftler des Norwegischen Polarinstituts benannten ihn 1969. Namensgeber ist Odd Starheim (1916–1943), ein Anführer der Widerstandsbewegung gegen die deutsche Besatzung Norwegens im Zweiten Weltkrieg, der bei der Überführung eines gekaperten Küstenschiffs nach England auf See verschollen ging.